# 愛国心

「愛国的であれ―あなたの国の食糧を守る宣誓に署名せよ」1917年、
第一次世界大戦中のアメリカ合衆国食品管理局によるポスター。

愛国心（あいこくしん、英: patriotism）、祖国愛（そこくあい）は、自分の国家や共同体に対し、愛着や忠誠を抱く心情。愛国主義（あいこくしゅぎ、英: patriotism）は、自国のために尽くそうとする思想や運動。

## 用語
英語の「愛国者」(patriot)との用語は、エリザベス朝で初めて使用され、語源は6世紀の後期ラテン語で「国の人」を意味する patriota で 、さらにギリシア語に遡る。また「愛国主義」(patriotism)の用語が派生したのは、18世紀初頭である。
「愛国」という語句は古代中国より使われており、日本では『日本書紀』の中に見る事が出来るが、ここでいう愛国とは「故郷を懐かしむ」という意味である。

## 概要
「愛国心」は祖国に対する愛着である。この愛着は自分の祖国に対しての、民族的、文化的、政治的、あるいは歴史的などの異なった観点によって特徴づけられ、またナショナリズムに近接した概念である。
国歌や国旗は愛国心の象徴ともされる。

## 歴史
古代ギリシアの民主制のポリスでは、市民はポリス間の戦争において兵士として国を防衛することが義務であった。歴史学者エルンスト・カントロヴィチによると、パトリオティズムの源流はホラティウスなどの詩の中に見られる「祖国のために死ぬこと(Pro Patria Mori)」という定型表現に遡ることができるという。
中世の封建制では、兵士の自己犠牲は君主に捧げられるものと理解されていたが、封建制が綻びを見せ、共同体が人的結合から領域的結合へと変化した12世紀以降には、祖国という古典古代の観念が復活した。祖国はキリスト教の聖地になぞらえられ、王権はその領域を可視化するシンボルとなった。また、ローマ・カトリック教会は世俗勢力と対抗する中で、もともとイエス・キリストの体を表す「神秘体」という言葉を、共同体を擬似的に人格化した概念を表象する言葉として用いるようになった。神秘体は「道徳的政治体」という防衛するべき単一の神聖な秩序として観念され、暗黒時代以来絶えていた国家についての倫理的価値や道徳的感情の回復に役立った。
18世紀、ヨーロッパの啓蒙主義思想家は、従来の教会に対する忠誠より、国家に対する忠誠を重視した。聖職者は彼らの「愛する国」が天国であるため、公立学校で教えることは許されるべきではない、と論じられた。愛国心の古典的概念の最も有力な支持者の1人はジャン＝ジャック・ルソーであった。
1774年、サミュエル・ジョンソンは著作『愛国者』で、彼が偽りの愛国主義と考えたものを批判した。1775年4月7日、彼は有名な「愛国心は卑怯者の最後の逃げ口上」との発言をした

## 愛国心教育

### 日本
明治6年（1873年）、書契事件などに代表される朝鮮王朝の横暴に憤慨し征韓論を唱え、「明治6年の政変」で下野した板垣退助は、翌年（1874年）1月12日、「愛国公党」を組織し、1月17日、政府に『民撰議院設立建白書』を提出した。これが日本で最初に「愛国」の名を冠した団体であり政治結社である。頭山満の向陽社（玄洋社の前身）も、この系統を引き自由民権運動の結社として結成された。明治憲法の起草はヨーロッパの憲法を参考に行われたが、その起草者のひとりである井上毅は、当時の日本には西洋のような愛国観念や、キリスト教に当たる教化の素地がなかったと述べており、当時の啓蒙思想家たちも同様の認識を共有していた。明治憲法では、近代的な国民国家を作るために、万世一系の天皇というイデオロギーを国民教育の準拠とし、人民に武士的規範を賦活することで臣民としての遵法精神や忠誠心を養い、国民の協力同心を図る「忠君愛国」というモデルを構築した。
平成18年（2006年）12月22日に、第1次安倍内閣（自公連立政権）の下で「教育基本法」が改正され、その内の第2条「教育の目標」の一つとして、「伝統と文化を尊重し、それらをはぐくんできた我が国と郷土を愛するとともに、他国を尊重し、国際社会の平和と発展に寄与する態度を養うこと」という条文が取り入れられ板垣退助ら明治維新の精神が盛り込まれた。

### 中国
祖国や故郷を愛する自然な気持ちではなく、中国共産党とその支配体制を愛するということで中国共産党の教育を受けて持つ気持ちである。従って、中国で使用される愛国又は愛国心は本来の意味での愛国心ではない。
文化大革命下の中国では、職場や学校などで毛沢東思想の日常的な学習が求められたほか、東方紅、社会主義は好い、私の好きな天安門のように毛沢東や中国共産党、社会主義思想のもと建設された「新中国」を礼賛する歌も広く歌われた。
1994年に中国共産党の中央宣伝部が「愛国主義教育実施要綱」を起草し、愛国心教育が制度化された。